# ピペロカイン
ピペロカイン(Piperocaine)は、1920年代に開発されたエステル型の局所麻酔薬である。
塩酸塩として、浸潤や神経ブロックに用いられる。

## 合成

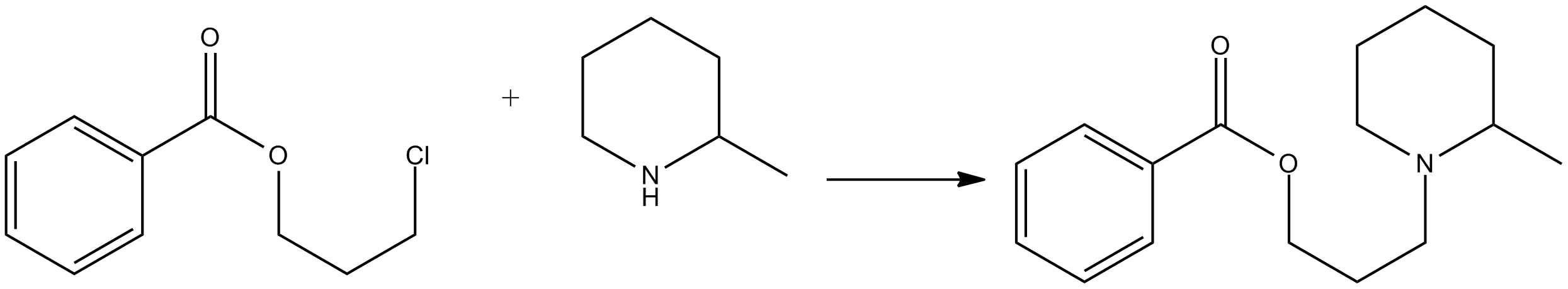
ピペロカインの合成: S. M. McElvain, (1930)